# ヨシガイ
株式会社ヨシガイは、大阪府門真市に本店営業所を置く、自転車部品メーカーである。
旧社名は吉貝機械金属株式会社で、1996年（平成8年）に現在の社名に変更し、2005年（平成17年）、本店営業所を東大阪市から現所在地に移転した。
生産工場は中国江蘇省崑山市と台湾台中市にありこれら二拠点から製品の供給を受け全世界へ自転車部品を販売している。
伝統のダイアコンペ（Dia Compe ）の他、Gran Compe、Royal Gran Compe、ControlTech、DiaTechといった多数のブランド名が存在し、社名よりブランド名が市場で有名。古くはDiaの名で変速機を提供していたこともある。

## 来歴
- 1930年、創業する[1]。
- 1949年、株式会社へ改組し、社名を吉貝機械金属とする[1]。
- 1963年、ワインマン（ドイツ語版）と技術提携して、アルミ合金製のキャリパーブレーキを製造販売し始める[1]。
- 1975年、DIA-COMPE USA, INC.を設立する[1]。
- 1986年、DIA-COMPE TAIWAN CO., LTD.（太雅康培股有限公司）を設立する[1]。
- 1996年、組織改組をおこない社名をヨシガイとする[1]。DIATECH USA, INC.を設立する[1]。
- 2001年、KUNSHAN DIA-COMPE CO., LTD.（崑山吉貝機械有限公司）を設立する[1]。

## 製品
主な製品には、自転車用ブレーキ、ヘッドパーツ（ヘッド小物、ヘッドセット）があり、最近は、カーボン製ハンドル、ステム、クランク、ハブ、完成ホイールなど、ブレーキだけでなくほとんどの自転車部品を提供する総合メーカになっている。
創業当初から、一般自転車向け製品が主体であった。1963年にスイスの自転車ブレーキメーカーであったワインマン（Weinmann ）と技術提携を行い、本格的にスポーツ自転車向け製品群を提供することになる。ヨシガイのブランド名であるダイアコンペとワインマンのダブルネームで提供された製品も存在する。
ダイアコンペのブランド名は低価格製品にも使用されていたため、その高い品質に反して市場での評価は低かった。それを解消するためか、上位製品にはGran Compe、さらに高級志向をねらったRoyal Gran Compeという製品群が提供されることになる。
ダイアコンペブランドの製品群は型番で表記され、他の自転車部品メーカのように個別の名称がない場合がほとんどである。BMX関連の製品は、883 Nippon、884 Buldog、996 Hombre、997 Magicのように型番以外にサブネームを持つものがある。
現在の自転車で主流となっているアヘッド式ヘッドセットは同社の特許であり、現在の自転車部品の事実上の統一規格となるさまざまな製品を提供してきた。

### ブレーキ
サイドプル型、カンチ型、センタープル型など豊富な製品を提供してきた。軽快車で使われているサイドプル型がもっとも普通に見られるヨシガイ製品であるが、スポーツ向け製品は、センタープル型のDC650,DC750が有名である。特に1980年代に提供していたセンタープル型ブレーキであるGC450、RGC450は、その性能と優美さからファンは多い。カンチ型であるGC982、RGC982やVC-900も意欲的製品として有名である。現在のマウンテンバイクの主流ブレーキは、シマノのVブレーキ（Vブレーキはシマノの商標）となっているが、同形式であるロングアーム・カンチブレーキも多数提供している。またそれを引くことができるドロップハンドル用レバーの287Vといった変わったパーツもある。
主要製品はリムブレーキ（リムをキャリパで挟み込み制動するタイプ）であり、一般車向け自転車ブレーキ製造の唐沢やアライのようにドラムブレーキ、バンドブレーキは作っていない。新世代のブレーキとしては、シマノのローラーブレーキに特性の近いメタルリンクブレーキを(財)自転車産業振興協会の平成17年度新商品・新技術研究開発事業により開発している。取付けなどの構造に従来のブレーキと互換性がないローラーブレーキと違い、バンドブレーキ乃至サーボブレーキと付換え可能である。
マエダ工業がサンツアーを総合ブランド名に使い各パーツを提供した1980年代には、そのブレーキの一部はヨシガイで製造され、一部はサンツアー-ダイアコンペのダブルネームで提供されていた。他メーカへのOEM提供は仏マビック社や米リッチーロジック社などのものも知られている。

### BMX
ダイアコンペの名はBMXで特に高い。現在のBMX向けブレーキ、ブレーキレバー、ヘッドセットなどの原型は、すべてヨシガイが作り上げたものと言える。ダイアコンペはBMX向けブレーキで世界で最も信頼されている製品である。
1980年代米国でBMXが盛んになったころ、一般向け製品の大型枠ブレーキをBMXに転用することから製品提供が始まり、DC750などのセンタープル型の転用から990シリーズのUブレーキが生まれ、BMXで事実上の統一規格となった。BMX向け製品にはサイドプル型の880シリーズ、センタープル型990シリーズなどがあり、当時は少なかったデュアルピボット・サイドプル型BigDog（サンツアーからFS-Eとしても売られていた）などもあった。
2003年からは059BRAND(3edge-works)という国内BMX FREESTYLE人気ブランドの別注カラーを製作するなどし幅広いユーザーから支持されている。

### コンポーネント
近年、台湾のmicroSHIFT社からOEM供給を受け、「GRAN COMPE ZERO」というブランドネームで、シマノ互換のロードバイク用変速機を販売した。値段はデュラエース程度で、カーボン素材を随所に用い、軽量を謳っているが、流通量はまだ少ない。